# Le Gouray
Le Gouray (en bretón Gorre) era una comuna francesa situada en el departamento de Costas de Armor, de la región de Bretaña, que el 1 de enero de 2016 pasó a ser una comuna delegada de la comuna nueva de Le Mené al fusionarse con las comunas de Collinée, Langourla, Plessala, Saint-Gilles-du-Mené, Saint-Gouéno y Saint-Jacut-du-Mené.

## Demografía
| Gráfica de evolución demográfica de Le Gouray entre 1800 y 2013 |
|                                                                 |

Los datos demográficos contemplados en este gráfico de la comuna de Le Gouray se han cogido de 1800 a 1999 de la página francesa EHESS/Cassini, y los demás datos de la página del INSEE.